# Pink TV
Pink TV era un canal de televisión de pago francés dirigido a un público gay. Estaba disponible como opción en la mayoría de las redes de cable francesas y en los paquetes por satélite. Emitió dos horas diarias de programación en abierto.

## Historia
El 25 de octubre de 2004, Pink TV se lanzó por cable y satélite como canal de pago.
El 12 de marzo de 2007, ante las malas cuentas de la cadena, el Conseil supérieur de l'audiovisuel aceptó el proyecto de Pink TV de dividir la cadena en dos: durante el día, los programas habituales (culturales, de entretenimiento y de información que expresan la cultura y los estilos de vida homosexuales) y a partir de medianoche, un servicio que emite programas pornográficos. Así, desde el 4 de septiembre de 2007, Pink TV emite en abierto dos horas diarias de 22 a 24 horas. Su programación consiste únicamente en reposiciones. A continuación, a partir de la medianoche, emite en modo codificado hasta las 5 de la mañana con una oferta de pago consistente únicamente en películas pornográficas gay, denominada Pink X.
A partir de octubre de 2008, al haber mejorado las cuentas de la cadena, ésta volvió a emitir programas nuevos (películas, documentales, espectáculos) junto con reposiciones.
Sin embargo, en 2012, cada vez son menos los operadores que emiten Pink TV en abierto durante dos horas al día. Esta franja horaria no está disponible de forma gratuita en Free desde 2009 ni en Bbox de Bouygues Telecom desde 2012.
Además, desde julio de 2013, Pink TV ha dejado de emitir programas reales entre las 22:00 y la medianoche. En su lugar, ofrece breves escenas sin palabras interpretadas por dos parejas diferentes en bucle.
Actualmente, no se ofrecen más programas entre las 22:00 y las 24:00 horas.
Lanzado originalmente como canal de cultura gay, pero al no encontrar su audiencia, pasó a llamarse Pink X y ahora sólo emite películas pornográficas3. Pink X lanzó los PinkX Gay Video Awards en 2012.
En su sitio web, Pink X tiene su propia oferta de películas pornográficas gay de pago, Pinkflix.
Según un informe de la Agencia France-Presse, los tribunales han ordenado al canal que cambie su nombre. De hecho, P.I.N.K. ya era un acrónimo registrado el 27 de diciembre de 1999 por la productora Fovéa. Este último había producido programas en France 2 en 2000, bajo el nombre de Programme d'Information Non Konformiste (P.I.N.K). Se llegó a un acuerdo financiero con el propietario del nombre por 100.000 euros para que el canal pudiera conservar su nombre.